# Гобі Вергулст
Гобі Вергулст (нід. Hobie Verhulst, 2 квітня 1993, Амстердам) — нідерландський футболіст, воротаря клубу АЗ.

## Клубна кар'єра

### АЗ
Розпочав займатися футболом у невеличкій команді «Когер», з якої у 2004 році перейшов в молодіжну академію АЗ. У 2010 році він був включений до заявки першої команди у статусі резервного воротаря. У сезоні 2010/11 він сидів на лавці під час матчів Ліги Європи проти «Шерифа» та БАТЕ та під час ряду матчів Ередивізі, однак так за першу команду і не дебютував, після чого залишив команду у статусі вільного агента у липні 2014 року.

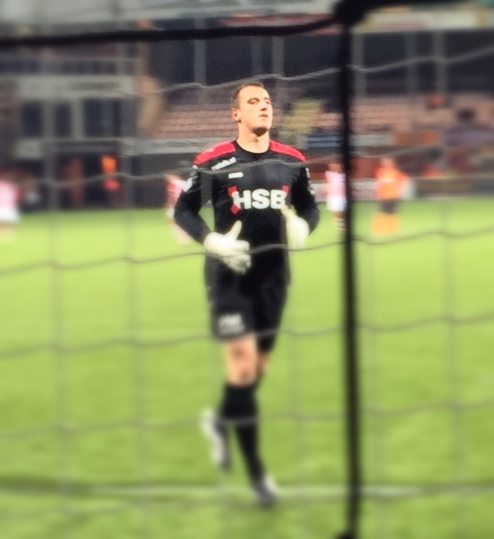
Гобі Вергулст під час виступів за «Волендам». 2015 рік.

### «Маастрихт»
Незабаром Гобі підписав угоду з клубом «МВВ Маастрихт», де став другим воротарем після Йо Коппенса. 6 лютого 2015 року Вергулст дебютував у складі «Маастрихта» у матчі проти «Спарти» з Роттердама . На початку другого тайму він замінив травмованого голкіпера Коппенса. Через три дні він зіграв цілих дев'яносто хвилин в матчі проти «Йонг Твенте», а загалом провів у складі МВВ три гри, в яких пропустив шість голів проти.

### «Волендам»
Після одного сезону у «Маастрихті» Вергулст перейшов у «Волендам», де став основним воротарем. Він провів більше 100 ігор за клуб і був визнаний гравцем сезону за версією вболівальників в сезоні 2016/17.

### «Гоу Егед Іглз»
Влітку 2018 року він перейшов у команду «Гоу Егед Іглз», здобувши звання найкращого воротаря Еерстедивізі 2018/19.

### АЗ
У середині 2020 року Вергулст повернувся у рідне АЗ, де знову став запасним воротарем. 